# Prelatura territorial de Mixes
La prelatura territorial de mixes (en latín: Praelatura Territorialis Mixepolitana) es una circunscripción eclesiástica de la Iglesia católica en México. Se trata de una prelatura territorial latina, sufragánea de la arquidiócesis de Antequera. Desde el 27 de junio de 2020 su prelado es Salvador Cleofás Murguía Medina, de la Pía Sociedad de San Francisco de Sales.

## Territorio y organización
La prelatura territorial tiene 10 000 km² y extiende su jurisdicción sobre los fieles católicos de rito latino residentes en el noreste del estado de Oaxaca, en un área habitada por el pueblo mixe.
La sede de la prelatura territorial se encuentra en la ciudad de San Pedro y San Pablo Ayutla, en donde se halla la Catedral de San Pedro y San Pablo.
En 2021 en la prelatura territorial existían 21 parroquias.

## Historia
La prelatura territorial fue erigida el 21 de diciembre de 1964 con la bula Sunt in Ecclesia del papa Pablo VI, derivando su territorio de la diócesis de Tehuantepec.
El 14 de enero de 1995, con la carta apostólica Fideles Praelaturae, el papa Juan Pablo II confirmó a la Santísima Virgen María, venerada con el título de "Auxiliadora", como patrona de la prelatura territorial.

## Estadísticas
Según el Anuario Pontificio 2022 la prelatura territorial tenía a fines de 2021 un total de 144 650 fieles bautizados.
| Año                                                                             | Población            | Población | Población      | Sacerdotes | Sacerdotes    | Sacerdotes    | Bautizados por sacerdote | Diáconos permanentes | Religiosos | Religiosos | Parroquias |
| Año                                                                             | Bautizados católicos | Total     | % de católicos | Total      | Clero secular | Clero regular | Bautizados por sacerdote | Diáconos permanentes | Varones    | Mujeres    | Parroquias |
| ------------------------------------------------------------------------------- | -------------------- | --------- | -------------- | ---------- | ------------- | ------------- | ------------------------ | -------------------- | ---------- | ---------- | ---------- |
| 1965                                                                            | 80 870               | 86 519    | 93.5           | 9          |               | 9             | 8985                     |                      | 15         | 5          | 8          |
| 1968                                                                            | 85 000               | 89 000    | 95.5           | 14         |               | 14            | 6071                     |                      | 15         | 9          | 7          |
| 1976                                                                            | 93 500               | 96 500    | 96.9           | 19         |               | 19            | 4921                     |                      | 22         | 29         | 9          |
| 1980                                                                            | 98 100               | 101 200   | 96.9           | 19         | 1             | 18            | 5163                     |                      | 19         | 32         | 11         |
| 1990                                                                            | 116 000              | 126 000   | 92.1           | 26         | 3             | 23            | 4461                     | 10                   | 28         | 27         | 13         |
| 1999                                                                            | 188 400              | 196 200   | 96.0           | 26         | 5             | 21            | 7246                     | 19                   | 27         | 32         | 16         |
| 2000                                                                            | 191 400              | 195 700   | 97.8           | 26         | 5             | 21            | 7361                     | 19                   | 28         | 33         | 16         |
| 2001                                                                            | 195 000              | 200 000   | 97.5           | 29         | 5             | 24            | 6724                     | 19                   | 31         | 30         | 16         |
| 2002                                                                            | 190 000              | 200 000   | 95.0           | 31         | 6             | 25            | 6129                     | 17                   | 29         | 44         | 17         |
| 2003                                                                            | 128 000              | 149 000   | 85.9           | 31         | 7             | 24            | 4129                     | 17                   | 28         | 42         | 16         |
| 2004                                                                            | 128 000              | 149 000   | 85.9           | 33         | 9             | 24            | 3878                     | 16                   | 27         | 42         | 16         |
| 2013                                                                            | 142 100              | 170 000   | 83.6           | 39         | 14            | 25            | 3643                     | 18                   | 31         | 37         | 18         |
| 2016                                                                            | 128 586              | 163 168   | 78.8           | 34         | 12            | 22            | 3781                     | 15                   | 25         | 40         | 21         |
| 2019                                                                            | 134 501              | 164 599   | 81.7           | 32         | 13            | 19            | 4203                     | 15                   | 21         | 39         | 20         |
| 2021                                                                            | 144 650              | 164 385   | 88.0           | 36         | 17            | 19            | 4018                     | 14                   | 21         | 41         | 21         |
| Fuente: Catholic-Hierarchy, que a su vez toma los datos del Anuario Pontificio. |                      |           |                |            |               |               |                          |                      |            |            |            |

## Episcopologio
Fue sede vacante entre 1964 y 1970.
| Número | Nombre                                        | Comienzo                     | Término                                       |
| ------ | --------------------------------------------- | ---------------------------- | --------------------------------------------- |
| I      | Braulio Sánchez Fuentes, S.D.B. †             | 14 de enero de 1970          | 16 de diciembre de 2000 retirado              |
| II     | Luis Felipe Gallardo Martín del Campo, S.D.B. | 16 de diciembre de 2000      | 8 de mayo de 2006 nombrado obispo de Veracruz |
| III    | Héctor Guerrero Córdova, S.D.B.               | 3 de marzo de 2007           | 13 de junio de 2018 retirado                  |
| IV     | Salvador Cleofás Murguía Medina, S.D.B.       | Desde el 13 de junio de 2018 |                                               |